# 真申駅
真申駅（まさるえき）は、長崎県佐世保市光町にある松浦鉄道西九州線の駅である。

## 歴史
現在の松浦鉄道西九州線の前身である国鉄松浦線は、伊万里方面からの伊万里線と佐世保方面からの松浦線がこの駅で接続して全通した。車輪・レール・枕木を用いた全通記念碑が駅前（全通工事を施工した堀内組の敷地）に建てられている。

### 年表
- 1931年（昭和6年）8月29日：佐世保鉄道の駅として佐々村大字佐々小浦免（現・佐々町小浦免）に開設[1]。
- 1936年（昭和11年）10月1日：佐世保鉄道が国有化。鉄道省松浦線の駅となる[2]。
- 1945年（昭和20年）3月1日：佐々 - 相浦間新線開業により現在地に移転開業[2][3]。これに伴い松浦線全通。
- 1969年（昭和44年）10月1日：貨物取扱廃止、同時に九州電力専用線廃止[3]。
- 1970年（昭和45年）10月1日：荷物扱い廃止[3][4]。無人駅化[5]。
- 1987年（昭和62年）4月1日：国鉄分割民営化により、九州旅客鉄道松浦線の駅となる[3]。
- 1988年（昭和63年）4月1日：第三セクター松浦鉄道への転換に伴い、同社西九州線の駅となる[3]。
- 1992年（平成4年）7月15日：列車増発に伴い交換設備を復元[6]（撤去していた下り線を復旧）。

## 駅構造

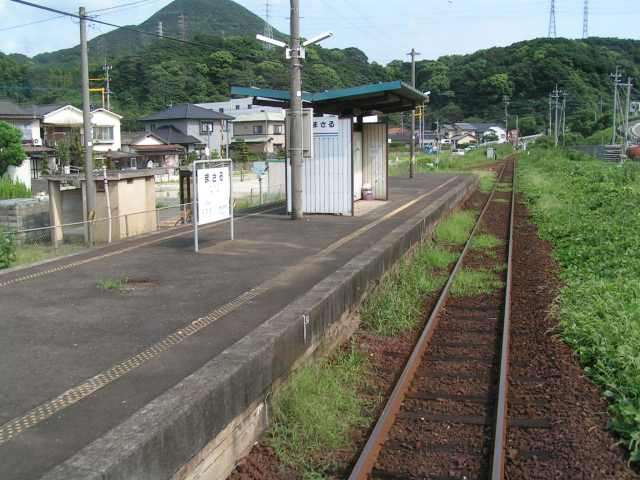
棚方駅側のホーム（2006年8月）

島式ホーム1面2線を有する地上駅である。無人駅で駅舎は無いが、ホーム上に待合室がある。互いのホームは構内踏切で連絡している。佐々港側には桜並木がある。

### のりば
| ホーム | 路線      | 方向 | 行先                                 | 備考 |
| ------ | --------- | ---- | ------------------------------------ | ---- |
| 東側   | ■西九州線 | 下り | 左石・佐世保方面                     |      |
| 西側   | ■西九州線 | 上り | 佐々・たびら平戸口・松浦・伊万里方面 |      |

※案内上ののりば番号は設定されていない。

## 利用状況
1日平均乗降人員は64人である（2019年度）

## 駅周辺
住宅は少し離れた長崎県道139号佐世保鹿町線沿いに若干ある。線路西側のすぐ脇は佐々港である。
- 光町簡易郵便局

## 隣の駅
松浦鉄道
■西九州線
快速
通過
普通
小浦駅 - 真申駅 - 棚方駅